# Świńska wojna (1906–1909)

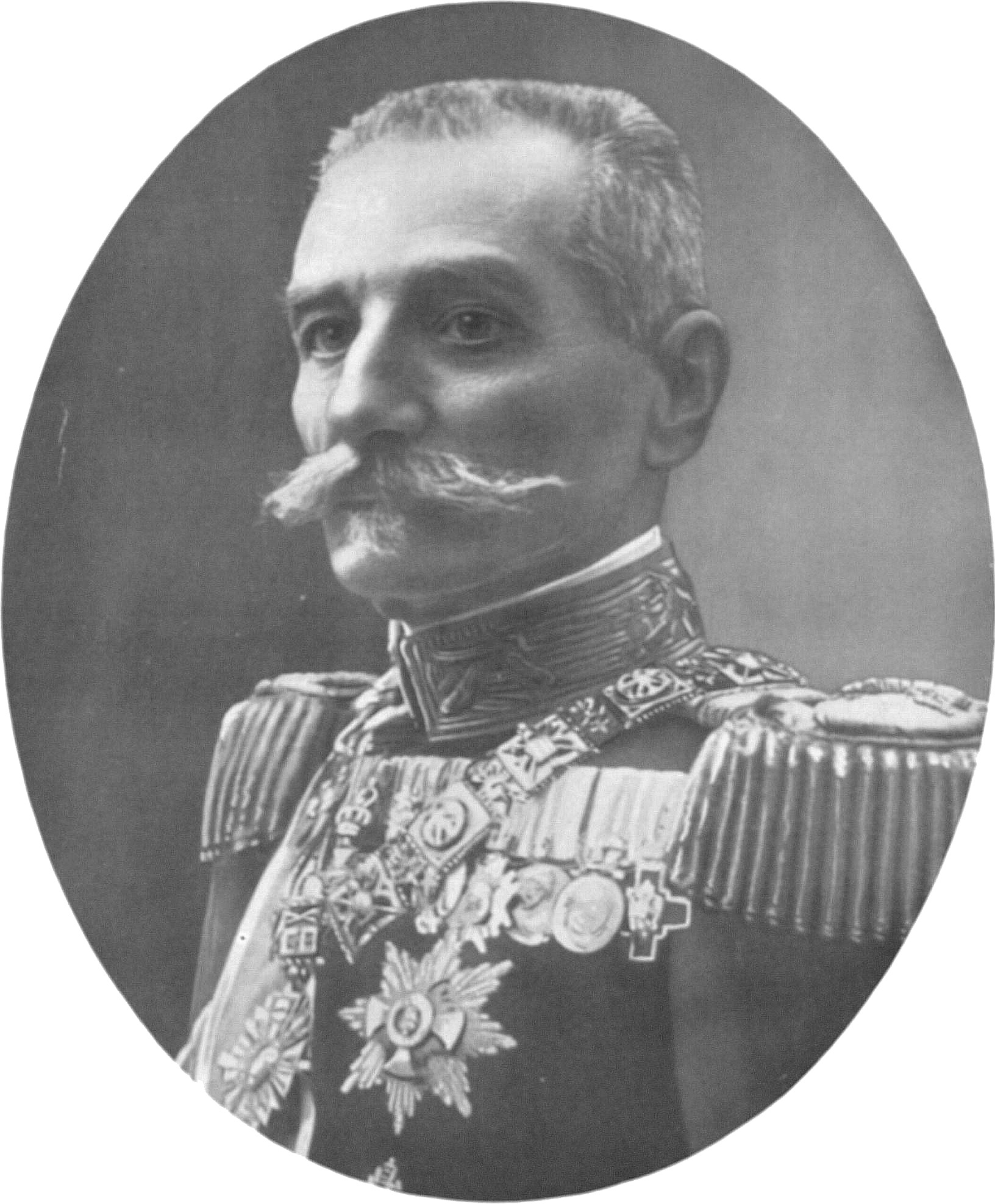
Piotr I Karadziordziewić, król Serbii w latach 1903-1918

Świńska wojna (niem. Schweinekrieg, serb. свињски рат, svinjski rat) – konflikt gospodarczy pomiędzy Austro-Węgrami a Serbią w latach 1906–1909.

## Historia
Po zamordowaniu prohabsburskiego króla Serbii Aleksandra Obrenowicia w 1903 roku (przewrót majowy), nowe władze kraju postanowiły zmniejszyć zależność polityczną i gospodarczą od Wiednia. W 1904 roku rząd serbski wprowadził wyższe cła na towary austriackie, a następnie zawarł unię celną z Bułgarią. Reakcją Wiednia było wprowadzenie w 1906 roku embarga na towary serbskie. Eksport serbski do Austro-Węgier obejmował głównie nierogaciznę, stąd określenie konfliktu mianem „wojny świńskiej”. Belgrad przeciwstawiał się skutkom embarga rozbudowując system przetwórni mięsnych (głównie za francuskie pożyczki), kierując eksport do Europy Zachodniej przez Saloniki, a dodatkowe surowce i półprodukty sprowadzając z Niemiec (które gospodarczo rywalizowały z Austro-Węgrami). Działania Serbii poparła Rosja, co groziło przerodzeniem się w otwartą wojnę Austro-Węgier przeciwko Rosji i Serbii. Wojnie zapobiegła dyplomacja niemiecka (w tym czasie Rzeszę Trójprzymierze łączyło z Austro-Węgrami, a Układ z Björkö z Rosją), która wymusiła na Piotrogrodzie zaprzestania udzielania takiego wsparcia Serbii, zaś Wiedeń i Belgrad miały ustanowić nowe porozumienie handlowe. Zawarto je w 1911 roku.